# Zorlențu Mare
Zorlențu Mare (en hongrois : Alsózorlenc) est une commune du județ de Caraș-Severin en Roumanie.